# Kamidachiuri-dōri
Le Kamidachiuri-dōri (上立売通, Kamidachiuri-dōri) est une voie du centre-nord de Kyoto, dans les arrondissements de Kamigyō et de Kita. Orientée est-ouest, elle débute au Kamo-kaidō et termine un peu plus loin que le Badai-dōri.

## Description

### Situation
Le Kamidachiuri-dōri est une rue du nord de l'arrondissement de Kamigyō et du sud de l'arrondissement de Kita, et traverse notamment les quartiers de Kamitachiurihigashi-chō (上立売東町), Ubagatōzai-chō (姥ヶ東西町), Shinsei-chō (真盛町) et Komatsubara-Kitamachi (小松原北町). Elle suit l'Itsutsuji-dōri (今出川通) et l'Imakōji-dōri (今小路通) et précède le Teranouchi-dōri (寺之内通) et le Rozanji-dōri (蘆山寺通). Elle débute au Kamo-kaidō, près des berges de la rivière Kamo et termine à une rue sans nom peu après Badai, devant la porte est de l'université de Ritsumeikan. La rue est plutôt sinueuse et est interrompue peu après Rokkenmachi, avant de réapparaître 600 mètres plus loin au Hirano-dōri. Entre Ōmiya et Chiekōin, la rue bifurque légèrement vers le nord.
La rue mesure environ 2 600 mètres dans sa portion de Teramachi à Rokkenmachi,. La circulation est en sens unique de l'ouest vers l'est entre la portion sinueuse de Teramachi au Kamo-kaidō et est à double sens de Teramachi jusqu'à l'université Dōshisha, où la rue devient entièrement piétonne, car elle passe à travers le campus, avant de devenir en sens unique vers l'ouest à partir de Karasuma, jusqu'à Rokkenmachi, où elle est interrompue. Dans la portion de Hirano à Badai, la circulation se fait dans les deux sens.
Le Hiranomonzen-dōri (平野門前通), au même niveau que Kamidachiuri, entre Shichihonmatsu-dōri (ja) (七本松通) et Hirano-dōri, est parfois associé à la rue.

### Voies rencontrées
De l'est vers l'ouest. Les voies rencontrées de la droite sont mentionnées par (d), tandis que celles rencontrées de la gauche, par (g). Seules les rues portant un nom sont listées.
1. Kamo-kaidō (加茂街道)
2. Teramachi-dōri (en) (寺町通)
3. (g) Nashinoki-dōri (梨木通)
4. Tōnodan-dōri (塔ノ段通)
5. Karasuma-dōri (en) (烏丸通)
6. Muromachi-dōri (en) (室町通)
7. Koromonotana-dōri (衣棚通)
8. Shinmachi-dōri (ja) (新町通)
9. Ogawa-dōri (小川通)
10. (g) Aburanokōji-dōri (ja) (油小路通)
11. Horikawa-dōri (en) (堀川通)
12. Inokuma-dōri (ja) (猪熊通)
13. Ōmiya-dōri (en) (大宮通)
14. Chiekōin-dōri (智恵光院通)
15. (d) Shōtenchō-dōri (聖天町通)
16. Jōfukuji-dōri (浄福寺通)
17. Senbon-dōri (en) (千本通)
18. (g) Rokkenmachi-dōri (六軒町通) - Interruption de la rue
19. Hirano-dōri (平野通) - Réapparition
20. Nishiōji-dōri (ja) (西大路通)
21. Sai-dōri (ja) (佐井通)
22. Badai-dōri (馬代通)

- Sources : (ja) Université Ritsumeikan Asia Pacific (en), « 近代京都オーバーレイマップ », sur Art Research Center,‎ 2022 (consulté le 22 décembre 2022).

### Transports en commun
Les services de transports en commun de la ville n'y passent pas. Cependant, un arrêt d'autobus du réseau municipal est présent coin Horikawa et Kamidachiuri et est desservi par les lignes 9, 12 et 67.

## Odonymie
Le nom « tachiuri », comme ceux des rues Shimodachiuri (« tachiuri du bas ») et Nakadachiuri (« tachiuri du centre »), vient du « Tachiuri » (立売り), une des politiques Rakuichi Rakuza (ja) (楽市・楽座) d'Oda Nobunaga pour promouvoir l'économie, tandis que la partie « kami » signifie « du haut ». Cette politique consistait à encourager la vente de rue, « Tachiuri » signifiant vendre debout. Ces rues étaient donc très populaires pour la vente de rue,,.
Une autre théorie vient d'un autre sens du mot « tachi », qui serait « être en ligne » (立ち並ん, tachinaran), et qui ferait donc référence aux nombreux magasins qui tissaient, donc alignaient les fils en étoffes avant de les vendre,.

## Histoire
La rue est introduite au Moyen Âge sous le nom d'boulevard Bishamon (毘沙門道大路, Bishamon-ōji), et allait de Karasuma jusqu'à Ōmiya. Lors de la réfection de la ville par Hideyoshi Toyotomi vers la fin du XVIe siècle, la rue prend son nom actuel. On y retrouvait alors les résidences de la famille de Shōguns Ashikaga (ja) (足利将軍家), le Hana no gosho (ja) (花の御所, palais des fleurs) et de la famille Konoe, le Konoe-den (近衛殿, manoir Konoe).
Au début de l'époque moderne, les marchands de textile sont devenus nombreux, si bien que l'intersection avec Muromachi-dōri était appelée le carrefour « Tachiuri » (立売ノ辻, Tachiuri no tsuji), et était particulièrement bondée.

## Patrimoine et lieux d'intérêt
La rue est située dans le Nishijin, quartier historique du textile à Kyoto, et de nombreuses boutiques de textile sont présentes. On retrouve cependant très peu de maisons de ville traditionnelles. Plusieurs grands temples bouddhistes se trouvent sur la rue, comme le Daihōon-ji et son bâtiment principal, le Senbon Shakadō (千本釈迦堂), le plus ancien de la ville, ainsi que le Shōkoku-ji (相国寺), un des Cinq grands temples de Kyoto. Le sanctuaire shinto Hirano (平野神社) est aussi présent. Le temple Honryū-ji (ja) (本隆寺) est aussi connu pour son tsuijibei (ja), mur de terre très ancien, qui est visible depuis la rue,.
Au début de la rue se trouve le Monument aux martyrs du pays (殉国羣光の碑), dédié aux morts à la guerre du domaine de Satsuma, mais aussi à ceux morts aux batailles de Toba-Fushimi et des portes Hamaguri, ainsi que le temple Hōon-ji (法音寺), dont les plafonds sont recouverts de peintures yūzen. La rue traverse par la suite le Shōkoku-ji et ses différents temples mineurs. On peut aussi voir plusieurs bâtiments de l'université Dōshisha et les quelques cafés sur la rue sont très prisés par les étudiants de l'université. Le temple Hōon-ji (報恩寺), surnommé le tigre hurleur (鳴虎, nakitora) est aussi sur la rue, avec sa cloche très ancienne. Certains négociants du textile sont toujours en activité, comme Kanokō (加納幸), fondé en 1889, Nakamura Shishū (中村刺繍), spécialisé dans la broderie de Kyoto, ou Seitetsu Kigyō (西哲機業), fabricant de machines pour la confection textile et établie dans une maison inscrite dans les registres des bâtiments historiques de la ville. Près d'Inokuma-dōri se trouve l'ancien bâtiment de l'école primaire Nishijin (ja) (京都市立西陣中央小学校), construit en 1936, puis déplacé près d'Imadegawa-dōri. Vers Jōfukuji-dōri se trouve l'Uhō-in (ja) (雨宝院), temple fondé en 821 et où l'on trouve des cerisiers dont les fleurs sont jaunes-orangées. Aussi près de Jōfukuji se trouve l'Iwakami-jinja (岩上神社), sanctuaire shinto dédié à une grosse pierre, d'où le nom Iwakami (« dieu de pierre »).
Kitchen Papa (キッチンパパ), ouvert depuis 1996 par une famille en activité depuis 1856, est un restaurant occidental spécialisé dans les hamburgers, au coin de Senbon et Kamidachiuri.

Quelques lieux d'intérêts
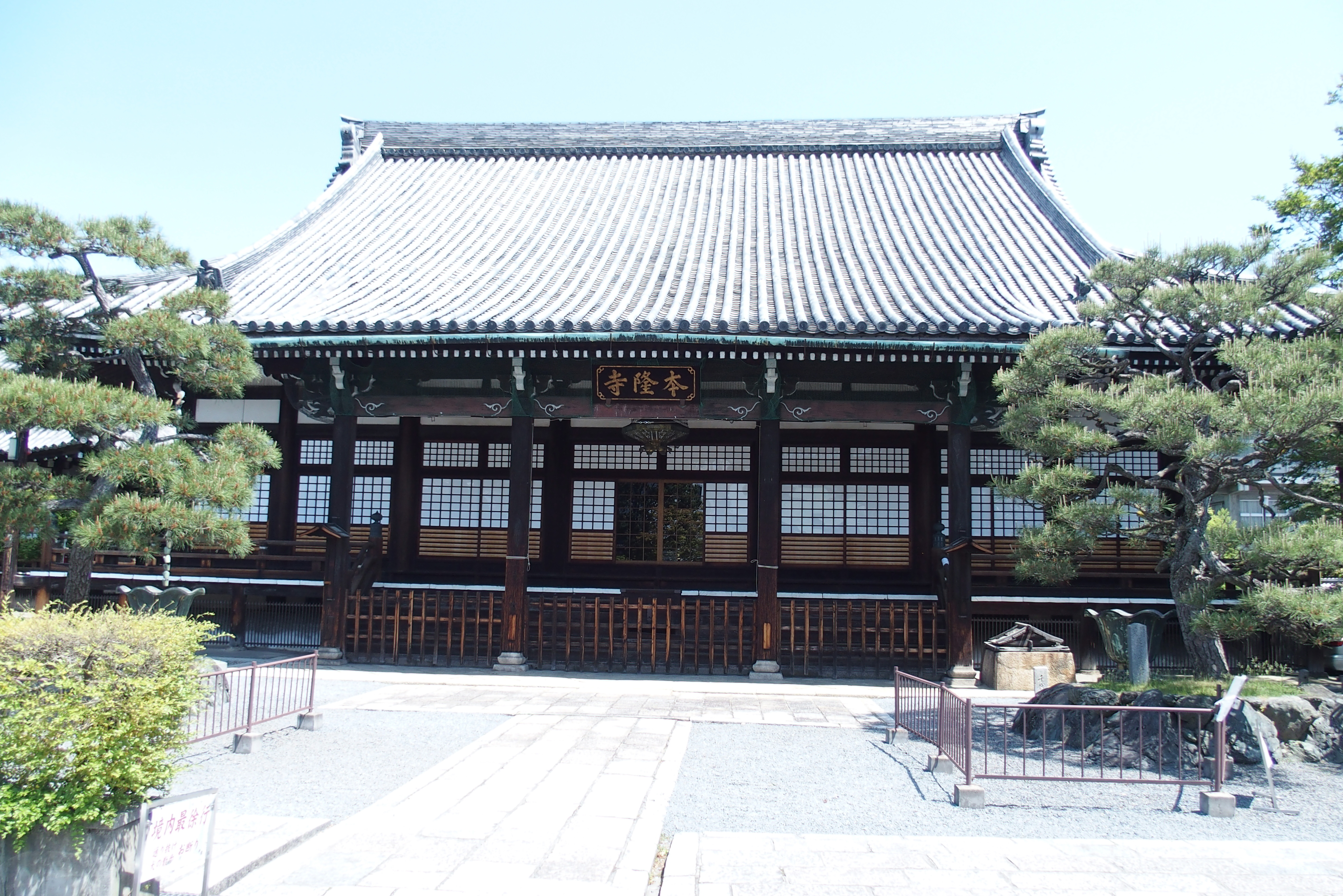
Le Honryū-ji.
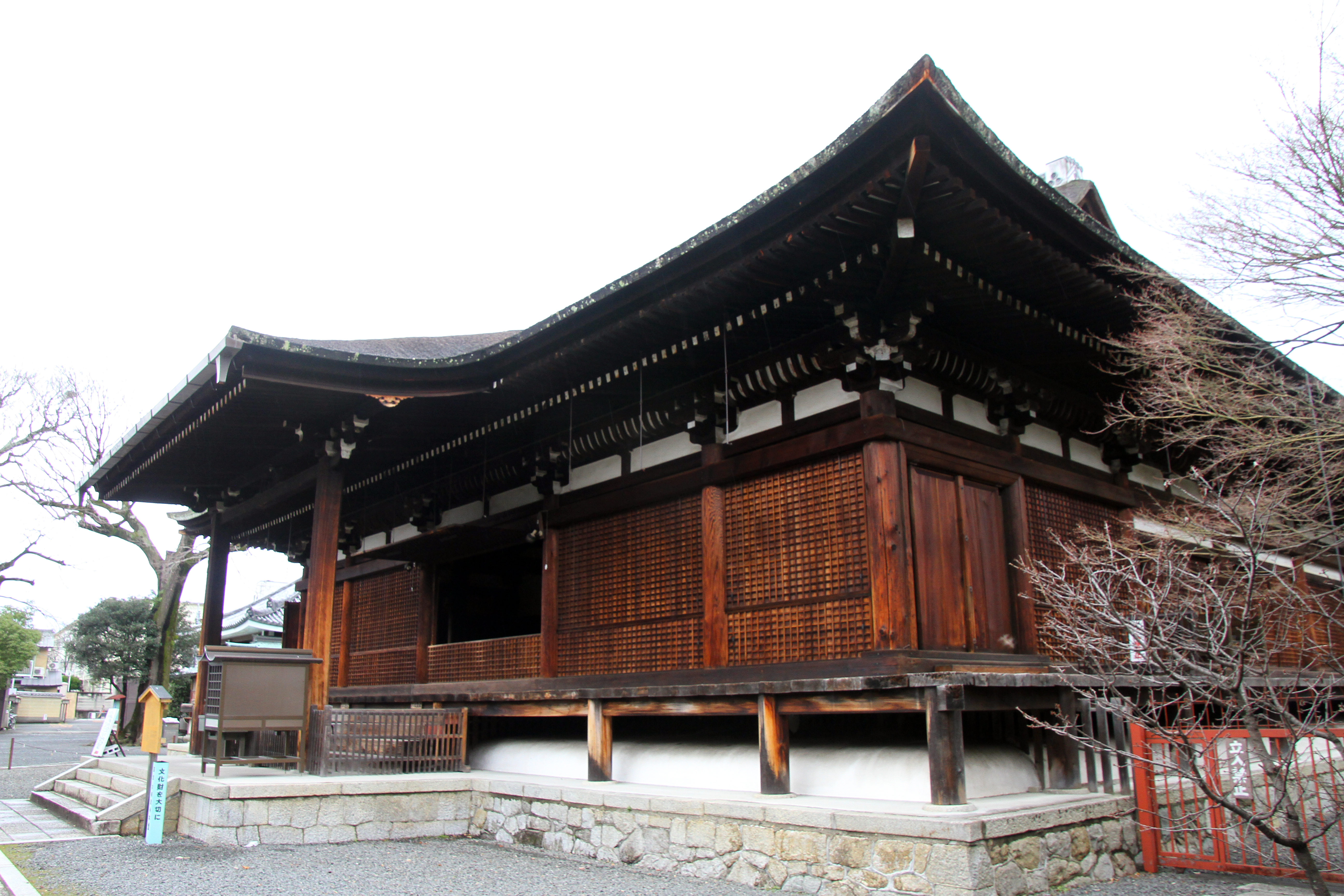
Le Daihōon-ji.
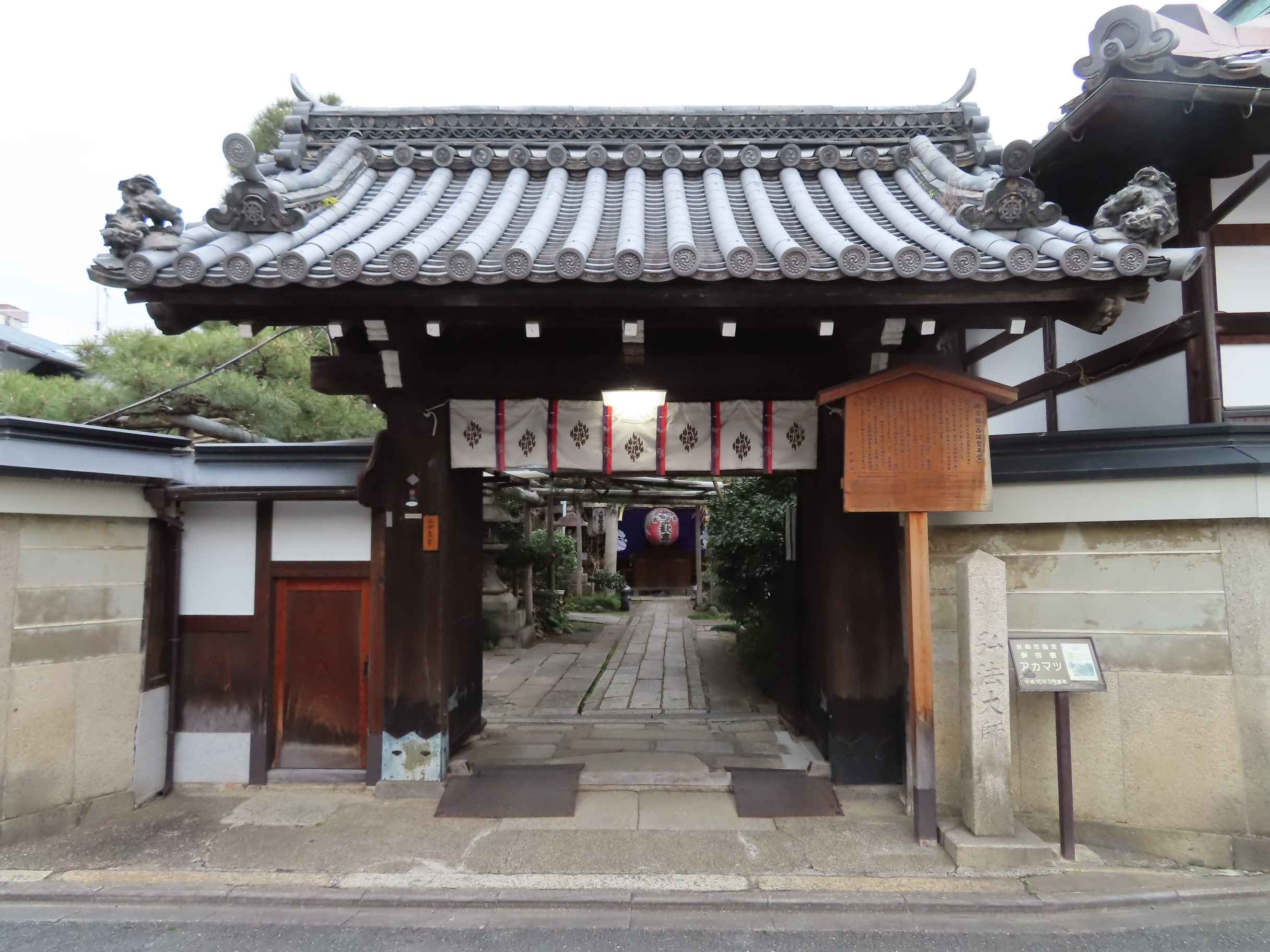
L'Uhō-in.
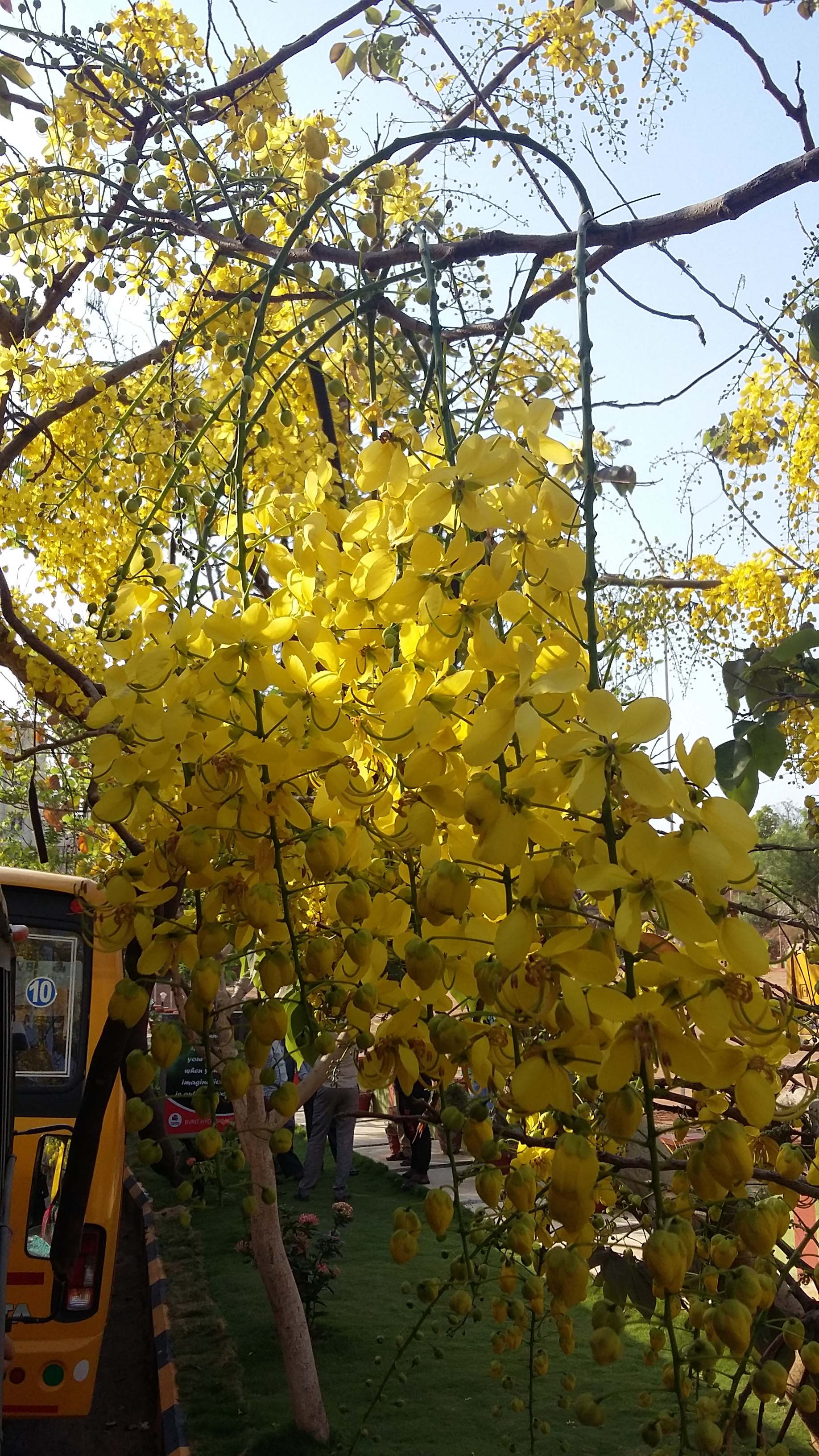
Fleurs de cerisier jaunes.
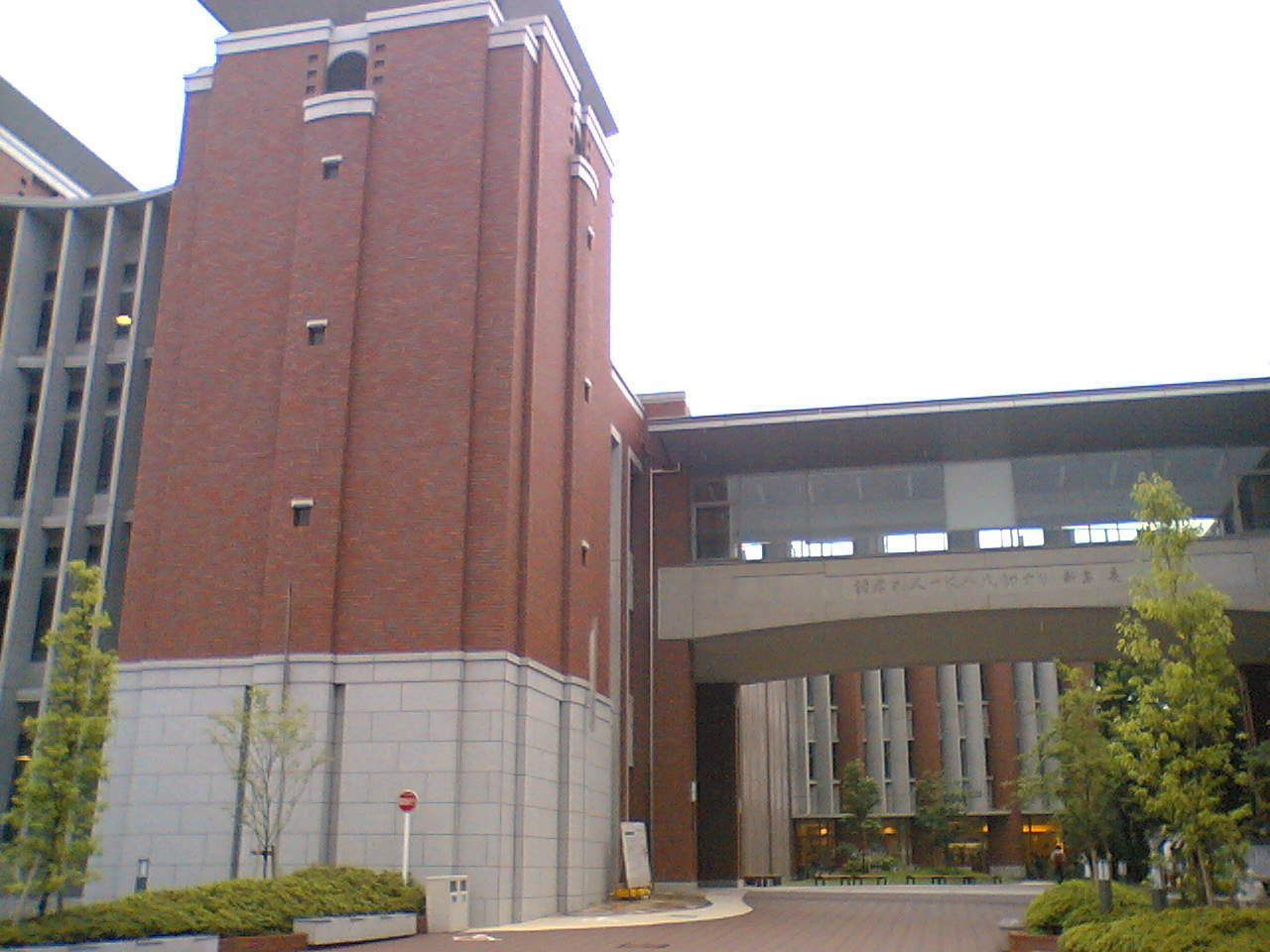
Bâtiment de l'université Dōshisha, coin Shinmachi et Kamidachiuri.